# ロブ・ウッテン
ロバート・デービス・ウッテン（Robert Davis Wooten, 1985年7月21日 - ）は、 アメリカ合衆国ノースカロライナ州ウェイン郡ゴールズボロ出身の元プロ野球選手（投手）。右投右打。

## 経歴

### プロ入りとブルワーズ時代
2008年のMLBドラフト13巡目（全体398位）でミルウォーキー・ブルワーズから指名され、6月27日に契約を結んだ。この年は傘下のパイオニアリーグのルーキー級ヘレナ・ブルワーズで4試合に登板して0勝0敗2セーブ・防御率0.00・14奪三振と好投し、7月にA級ウェストバージニア・パワーへ昇格。ここでは10試合に登板して1勝0敗4セーブ・防御率2.38・30奪三振の成績を残した。
2009年は、開幕からA+級ブレバード・カウンティ・マナティーズで26試合に登板して1勝1敗18セーブ・防御率1.20・44奪三振と好投し、6月にAA級ハンツビル・スターズへ昇格。27試合に登板して0勝1敗11セーブ・防御率4.28・34奪三振の成績を残した。
2010年は、トミー・ジョン手術を受け、シーズンを全休した。
2011年は、まずA+級ブレバード・カウンティでプレーし、12試合に登板して2勝0敗1セーブ・防御率2.53・18奪三振の成績を残した。5月にAA級ハンツビルへ昇格。36試合に登板して3勝3敗7セーブ・防御率3.38・41奪三振の成績を残した。
2012年は、まずAA級ハンツビルでプレーし、17試合に登板して3勝0敗8セーブ・防御率1.74・21奪三振の成績を残した。5月にAAA級ナッシュビル・サウンズへ昇格。40試合に登板して0勝2敗7セーブ・防御率3.93・49奪三振の成績を残した。
2013年は、AAA級ナッシュビルで40試合に登板して0勝1敗20セーブ・防御率2.94・45奪三振と好投。7月25日にブルワーズとメジャー契約を結んだ。翌26日のコロラド・ロッキーズ戦でメジャーデビュー。8点ビハインドの4回2死から登板し、2.1回を2安打無失点1奪三振に抑えた。この年は27試合に登板して3勝1敗・防御率3.90・18奪三振の成績を残した。
2014年3月25日にAAA級ナッシュビルへ異動し、そのまま開幕を迎えた。4月13日にメジャーへ昇格。4試合に登板したが、4月21日にAAA級ナッシュビルへ降格。その後、5月1日にメジャーへ再昇格した。リリーフ陣の一角として40試合に登板したが、1勝4敗・防御率4.72という成績に終わり、前年よりやや低調だった。一方、登板機会を増やしながら被本塁打や与四球は前年と同数に留め、ある部分では進歩もあった。オフには日米野球2014にMLB選抜で出場。
2015年5月28日に40人枠を外れる形でAAA級コロラドスプリングス・スカイソックスへ降格した。オフの11月6日にFAとなった。

### ブレーブス傘下時代
2016年1月13日にアトランタ・ブレーブスとマイナー契約を結んだ。5月3日に自由契約となり、19日に独立リーグ・アトランティックリーグのランカスター・バーンストーマーズと契約するが、翌日にブレーブスと再契約を結び、ランカスターでの出場はなかった。この年は傘下のAAA級グウィネット・ブレーブスで35試合（先発6試合）に登板して3勝5敗1セーブ・防御率3.58・60奪三振の成績を残した。オフの11月7日にFAとなった。

### レッズ傘下時代
2016年12月19日にシンシナティ・レッズとマイナー契約を結んだ。
2017年は傘下AAA級ルイビル・バッツで6試合に登板し1勝3敗、防御率6.94、2018年はAAA級ルイビルで1試合に登板し0勝0敗、防御率3.00、2019年はAAA級ルイビルで3試合に登板し0勝1敗、防御率13.50と、怪我で満足な結果を残すことができず、メジャー復帰を果たせぬまま2020年4月18日に現役引退を発表した。

### 現役引退後
現役引退後は故郷のノースカロライナ州で少年野球スクールを経営する傍ら、2021年よりシンシナティ・レッズ傘下AA級チャタヌーガ・ルックアウツの投手コーチに就任した。

## 詳細情報

### 年度別投手成績 (MLB)
| 年 度     | 球 団     | 登 板 | 先 発 | 完 投 | 完 封 | 無 四 球 | 勝 利 | 敗 戦 | セ 丨 ブ | ホ 丨 ル ド | 勝 率 | 打 者 | 投 球 回 | 被 安 打 | 被 本 塁 打 | 与 四 球 | 敬 遠 | 与 死 球 | 奪 三 振 | 暴 投 | ボ 丨 ク | 失 点 | 自 責 点 | 防 御 率 | W H I P |
| --------- | --------- | ----- | ----- | ----- | ----- | -------- | ----- | ----- | -------- | ----------- | ----- | ----- | -------- | -------- | ----------- | -------- | ----- | -------- | -------- | ----- | -------- | ----- | -------- | -------- | ------- |
| 2013      | MIL       | 27    | 0     | 0     | 0     | 0        | 3     | 1     | 0        | 8           | .750  | 115   | 27.2     | 27       | 1           | 8        | 2     | 1        | 18       | 0     | 0        | 12    | 12       | 3.90     | 1.27    |
| 2014      | MIL       | 40    | 0     | 0     | 0     | 0        | 1     | 4     | 0        | 11          | .200  | 147   | 34.1     | 42       | 1           | 8        | 0     | 1        | 29       | 0     | 0        | 18    | 18       | 4.72     | 1.46    |
| 2015      | MIL       | 4     | 0     | 0     | 0     | 0        | 0     | 0     | 0        | 0           | ----  | 30    | 6.0      | 5        | 1           | 6        | 0     | 1        | 6        | 1     | 0        | 8     | 8        | 12.00    | 1.83    |
| 通算：3年 | 通算：3年 | 71    | 0     | 0     | 0     | 0        | 4     | 5     | 0        | 19          | .444  | 292   | 68.0     | 74       | 3           | 22       | 2     | 3        | 53       | 1     | 0        | 38    | 38       | 5.03     | 1.41    |

### 背番号
- 47（2013年 - 2015年）